# Буддизм в Корее

Пульгё “Буддизм”

Буддизм в Корее — одна из распространённых на территории полуострова религий.

## История проникновениябуддизма

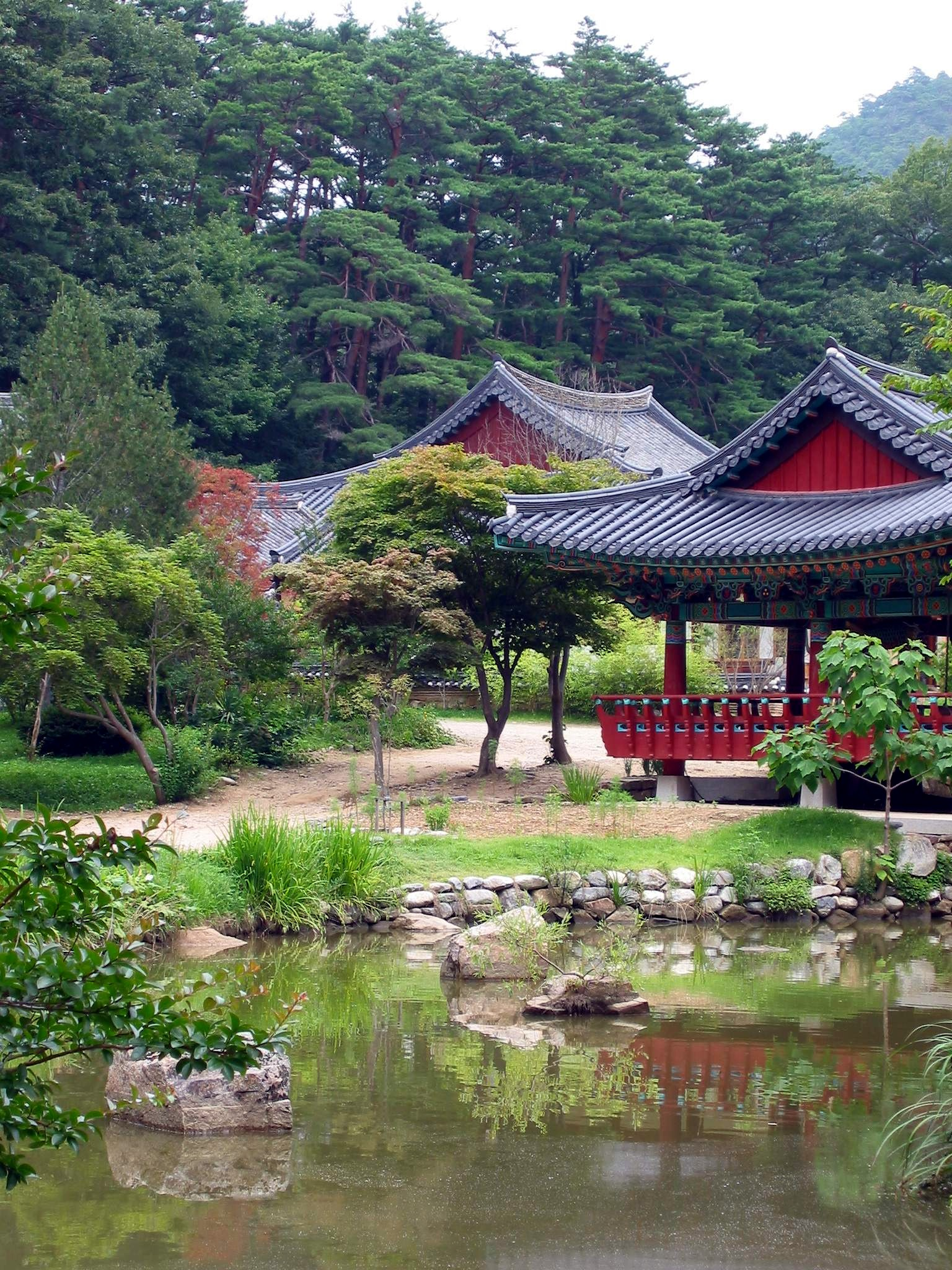
Храм Бурьёнгса

В соответствии со статьёй С. В. Волков «Буддизм в Корее» (Словарь «Буддизм», М., 1992)
Буддизм проник в Корею во второй половине IV в. Первым из трёх существовавших в то время на Корейском полуострове государств, где он начал распространяться, было Когурё. В 372 ко двору когурёского вана вместе с послом китайского царства Ранняя Цинь прибыл монах Сундо, привёзший изображение Будды и буддийскую литературу. Вскоре были созданы и первые монастыри. В Пэкче буддизм появился на 12 лет позже, когда в 384 туда прибыл из Восточной Цзинь монах Маранантха. В третьем государстве — Силла попытки пропаганды буддизма отмечены ещё в V в., но официально буддизм был принят ваном Попхыном в 527. После этого (в 60-х гг. VII в. Силла объединила полуостров) распространение буддизма пошло быстрыми темпами, буддизм в Корее преимущественно махаянистского толка, причём большое значение имел культ бодхисаттв. Буддийская литература поступала из различных центров Китая, там же обучались корейские монахи, в результате чего развитие буддизма в Корее в значительной степени определялось влиянием китайского буддизма.

## Развитиебуддизма

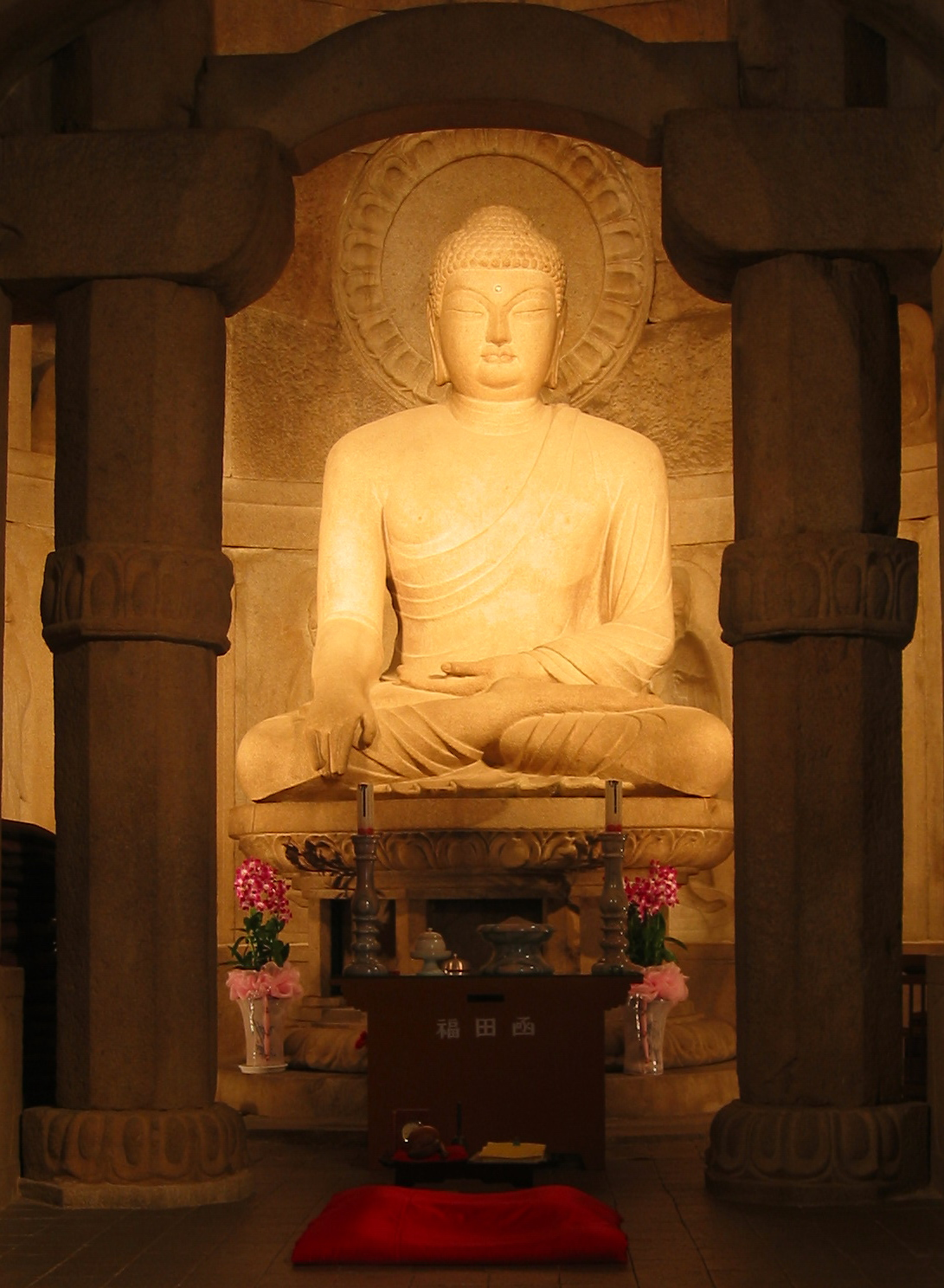
Будда в храме Соккурам в Южной Корее

Формирование основных школ относится, в основном, к середине VII века.
- Школа Ёльбан, получившая название по Нирвана-сутре, была создана в 654—660,
- Школа Кеюль (аналог кит. Люй-цзун) — в 641.
- Наиболее популярная школа — Хваом (аналог кит. Хуаянь-цзун) появилась в 661—681.
- В 742—765 была образована школа Юсик (аналог кит. Вэйши-цзун).
- Вместе со школой Попсон (Вонхё), существовавшей ещё в Когурё, эти школы образовали т. н. пять школ махаянистского толка, рассматривавшийся как традиционные для Кореи.

Кроме них существовали школы:
- Чонджи;
- Синин (аналог кит. Чжэньянь);
- Сосюн;
- Школа «чистой земли» (Чонтхо), аналогичная китайской школе Цзинту и от неё происходящая;

В середине IX века в Корею проник чань-буддизм. С 828 по 931 возникло 9 чань-буддийских школ, близких друг другу, которые получили общее название «девять гор» (ку сан): Сильсансан, Тоннисан, Каджисан, Сагульсан, Сонджусан, Саджасан, Хиянсан, Поннимсан и Сумисан. На корейской почве чань-буддизм трансформировался в традицию, известную под корейским вариантом названия «сон».
Наиболее популярными культами в VI—IX веках были культы Майтреи, Шакьямуни, Амитабхи и Авалокитешвары (к VIII веку на первое место вышел культ Майтреи).
Буддийские монастыри в Корее владели землями, пожалованными ваном или частными лицами, и освобождались от налогов, однако из-за непомерного увеличения монастырского землевладения уже в VII веке предпринимались меры по её ограничению. В условиях сильной государственной власти буддизм в Корее мог развиваться лишь постольку, поскольку признавал её приоритет, и сангха находилась под контролем государства (хотя и не таким строгим, как в Китае) до тех пор, пока оно могло этот контроль осуществлять.

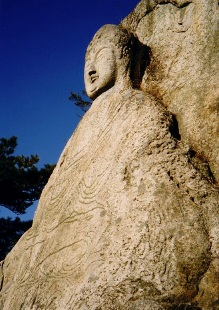
Каменный будда около Кёнджу, Южная Корея, VII век, царство Силла.

Период Корё (X—XIV вв.) был временем наибольшего расцвета буддизма в стране. Новая династия необычайно благоволила к нему. В это же время было завершено огосударствление буддизма, что нашло отражение и в управлении сангхой. Если в период Объединённого Силла параллельно и независимо существовали территориальная буддийская администрация из монахов во главе с куктхоном — главой сангхи в стране, которому подчинялись областные чутхоны и уездные кунтхоны, и центральная администрация, укомплектованная гражданскими чиновниками (имелось 2 небольших центральных учреждения и 7 управлений по делам крупных монастырей), то теперь буддийские деятели были включены в чиновную систему, и им на общих основаниях полагались служебные наделы. Монастыри на правах гос. учреждений получили землю по казённому реестру. В этот период буддисты начинают активно действовать и на политической сцене.
В XI в. было издано более 6000 томов «Большого свода сутр» («Тэджангён»), а также «Продолжение большого свода» («Сокчангён») в 4769 томах. Новое издание этого свода в 6529 томах было начато в 1237 и продолжалось 16 лет. В конце периода Корё появились признаки утраты буддизмом своих позиций. Усилившись, он обрёл себе множество противников. Немалую роль в борьбе с ним играло вновь набиравшее силы с середины XIII в. конфуцианство. Правители новой династии Ли, пришедшей к власти в 1392, относились к буддизму недоброжелательно. Последовала секуляризация монастырской собственности, а в конце XV в. строительство монастырей было запрещено, а число монахов предельно ограничено.
В дальнейшем отношение к буддизму в Корее лишь более или менее терпимым, и к концу XIX в. он находился в полном упадке. В годы японского господства буддизм получил некоторые стимулы для развития, но по-прежнему пользовался небольшим влиянием, далеко уступая христианству (в 1938 году из 503 тыс. буддистов в стране только 209 тыс. были корейцами, тогда как корейцев-христиан насчитывалось до 500 тыс.).

## Современное состояниебуддизма

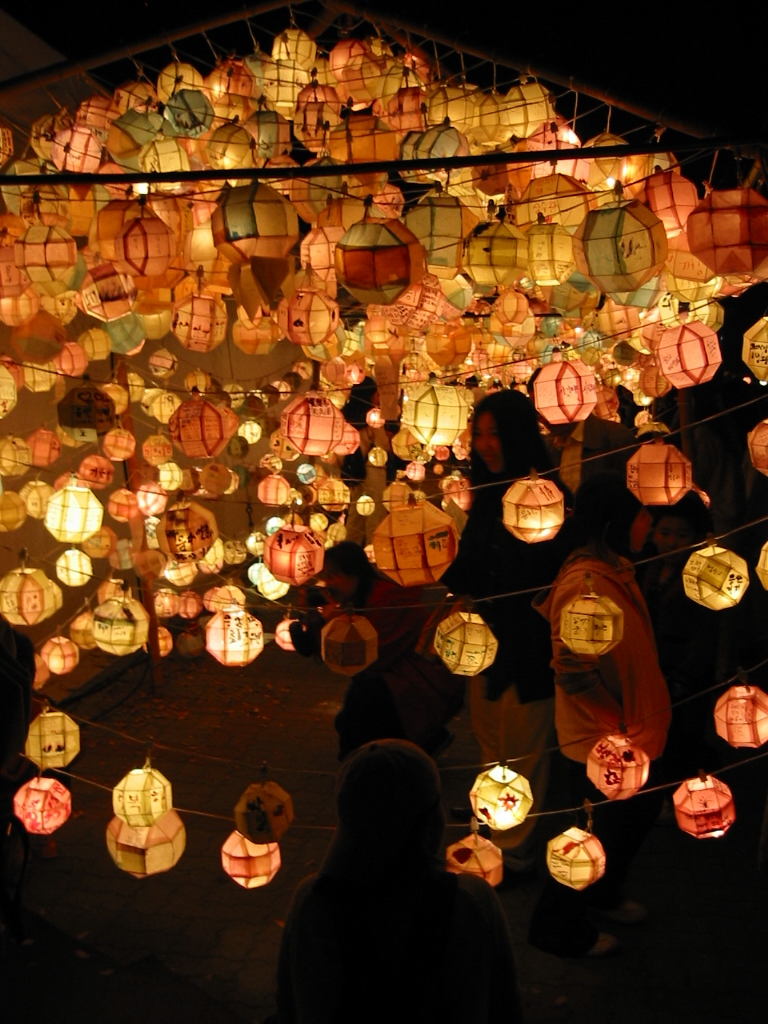
Lotus Lantern Festival

После 1945 в Северной Корее буддизм был практически уничтожен, но на Юге начал обретать популярность. Настоящий подъём его начался в 60-х гг. и во многом связан с приходом к власти в 1961 Пак Чонхи, который, в отличие от большинства прежних политиков (христиан-протестантов), был буддистом. Провозглашённый им лозунг «национального возрождения» открывал перед буддизмом широкие перспективы. Число храмов, монастырей и последователей буддизма начало быстро расти. Доля последних в населении страны, составлявшая в начале — середине 60-х гг. 2-3%, в конце 60-х гг. увеличилась примерно в 5 раз, в начале 70-х гг. составила приблизительно 25% населения, а в конце 70-х гг. ок. 40%, оставив далеко позади число последователей протестантизма. В настоящее время в Южной Корее насчитывается 18 основных школ (не считая школы Вонбульгё, которая признается отдельным религиозным течением), главной из которых является Чоге, объединяющая подавляющее большинство корейских буддистов. Основными её органами являются журнал «Пупрун» и газета «Тэхан пульгё», в ведении школы находятся университет Тонгук и ряд других учебных заведений. Южно-корейские буддисты играют всё более заметную роль в мировом буддийском движении.